# ABBYY 파인리더
ABBYY 파인리더(ABBYY FineReader)는 문서인식(광학식 문자 인식) 프로그램이다.
ABBYY 파인리더는 이미지 또는 PDF파일을 편집 가능한 문서로 변환해 주는 지능형 OCR(문자인식) 소프트웨어이다.

## 한글 인식 OCR
ABBYY는 FineReader 10으로 한글화된 첫 제품을 출시했고, 2017년 3월 업그레이드 된 FineReader 14를 발표했다.
ABBYY FineReader 14는 OCR프로그램 최초로 PDF편집 기능을 결합한 올인원 소프트웨어이다.
ABBYY의 한국 공식파트너는 (주)레티아 로,
패키지 프로그램 및 서버형 솔루션, 데이터 캡처 솔루션, SDK, 모바일 SDK 등의 공급과 기술 지원 센터 역할을 맡고 있다.

## 주요 기능
ABBYY사의 FineReader는 ADRT®(Adaptive Document Recognition Technology, 적응형 문서 인식 기술)이라는 자체 기술을 통해 페이지 단위가 아닌 전체 단위로 문서를 분석하고 처리할 수 있다.
이 기술을 이용하면 서식과 하이퍼링크, 이메일 주소, 머리글, 바닥글, 이미지, 표 캡션, 페이지 번호, 각주 등 원본 구조가 그대로 유지된다.
프로그램을 동작시키면 바로 (빠른) 작업 메뉴를 만날 수 있는데, 여기에는 다섯 가지 작업 유형을 보기 쉽게 나열해 놨다. 스캐너로 읽은 이미지를 Word로 변환하는 기능, 이미 존재하는 이미지나 PDF파일을 Word로 변환, 검색 가능한 PDF로 스캔, 사진을 마이크로소프트 워드로 변환, 일반 이미지 스캔 및 저장하는 기능으로 크게 구분할 수 있다. 가장 일반적인 기능이 바로 스캐닝을 통한 텍스트 변환(Word)일 것이다.
다음은 새버전 ABBYY FineReader 14의 3가지 대표 기능이다.
- OCR 텍스트인식 (이미지문서의 텍스트를 추출)
- 문서비교 (두 개의 문서간 텍스트 변경사항 감지)
- PDF편집 (PDF문서 텍스트, 그림 편집 수정, 메모삽입, PDF생성, 합치기, 암호보호 등)

주요 기능
- 각종 이미지파일(pdf, jpg, png, tiff 등)을 편집가능한 Word, Excel 파일로 변환
- 각종 이미지파일을 검색가능한 pdf 파일로 생성 (텍스트 레이어 포함)
- PDF 에디터 제공 1. (스캔PDF, 디지털PDF 모두 텍스트 편집,수정 가능)
- PDF 에디어 제공 2.(메모삽입, PDF생성, 합치기, 암호보호, 공유 등 PDF편집에 필요한 필수 기능 모두 제공)
- 고급 OCR편집기능 제공 1. (인식성능 및 레이아웃 복원율을 높일 수 있는 편집도구 제공, 복잡한 표의 구조를 그대로 복원 가능)
- 고급 OCR편집기능 제공 2. (인식 신뢰도가 낮은 글자만 하이라이트 처리 및 직관적 검증 도구)
- 스캐너에서 생성된 문서 뿐 아니라 모바일 카메라로 촬영한 사진도 인식 가능
- EBOOK파일 생성 가능
- OCR 배치작업 제공 (폴더 지정하여, 폴더 속 파일을 일괄적으로 순차 변환 가능. 기업용 에디션부터 사용 가능)
- 문서비교 기능 제공 (서로 다른 포맷의 두 개 의 문서의 텍스트 변경사항을 감지하여 알려줌. 기업용 에디션부터 사용 가능)

## 언어 지원
불가리아어, 독일어, 포르투갈어(브라질어), 중국어, 그리스어, 러시아어, 체코어, 헝가리어, 슬로바키아어, 덴마크어, 이탈리아어, 스페인어, 네덜란드어, 일본어, 스웨덴어, 영어, 한국어, 튀르키예어, 에스토니아어, 폴란드어, 우크라이나어, 프랑스어를 지원한다.